# Mieczysław Garsztka

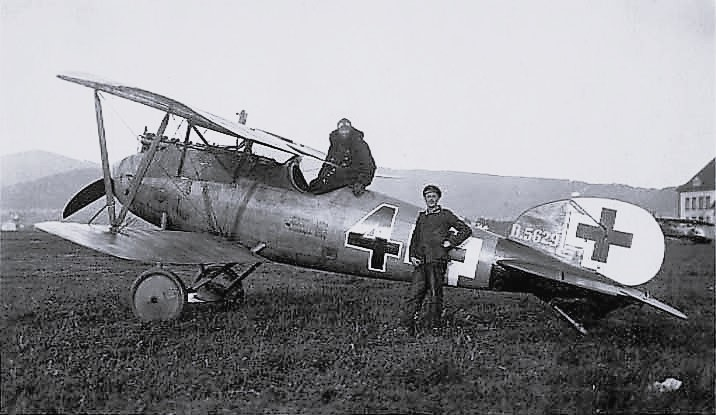
Albatros D.Va (numéro de série D.5629/17) du Jasta 31.

Mieczysław Sylwester Garsztka (né le 31 décembre 1896 à Bromberg - mort le 10 juin 1919 à Lwów) est un pilote de chasse polonais, as, de l'aviation allemande de la Première Guerre mondiale, titulaire de 6 victoires homologuées.

## Biographie

### Jeunesse et Grande Guerre
Mieczysław est le fils de Józef, un médecin. Il commence son éducation à Bydgoszcz pour la poursuivre à Düsseldorf et Wiesbaden où il est reçu au baccalauréat. Il veut suivre les traces de son père et étudier la médecine mais la guerre interrompt ses projets. Le 27 novembre 1915 il est appelé à servir le Kaiser et envoyé au 110e régiment d'infanterie, puis il est transféré au 87e régiment d'infanterie. Il passe l'examen d'adjudant avant de terminer l'école des officiers. Le 24 avril 1917 il est promu sous-lieutenant. Commandant une compagnie de son régiment sur le front de l'Ouest il est blessé au combat. Il reçot alors la Croix de fer de 2e classe. En août il demande le transfert dans l'aviation, en novembre il se voit affecter dans l'école de pilotage à Poznań, puis il suit le cours de pilote de chasse à Nivelles. Le 7 juin 1918 il intègre la 31e escadrille de chasse (Jagdstaffel 31) stationnée à Saint-Loup-en-Champagne. Il combat d'abord avec les Albatros D.V, plus tard avec les Fokker D.VII.
Garsztka remporte sa première victoire le 16 juillet 1918 sur un SPAD. Le 18 septembre il descend deux appareils britanniques, un chasseur S.E.5 et un bombardier DH.9. Une semaine plus tard il prend le dessus sur un autre DH.9 et le lendemain il abat un Sopwith Camel du No. 208 Squadron. Le 30 septembre il obtient sa dernière victoire sur un S.E.5a du No. 92 Squadron,. Deux jours plus tard, lors d'un combat avec des Sopwith Camel du No. 46 squadron, il est touché. Blessé il parvient tout de même à poser son avion. Ses vainqueurs étaient probablement Donald MacLaren, James Leith et Cyril Sawyer. Garsztka envoyé à l'hôpital, puis chez lui pour un congé de convalescence, ne prend plus part aux combats.

### Au service de la Pologne
Après la fin des hostilités et la renaissance de la Pologne, Garsztka franchit la frontière et le 7 décembre 1918 rejoint l'aviation polonaise. Il est l'un de rares pilotes polonais à connaître le pilotage des avions allemands. Pour cette raison il devient instructeur à l'École d'aviation militaire à Varsovie. Il est envoyé à Poznań pendant l'Insurrection de Grande-Pologne (1918-1919) et prend part à la libération de l'aérodrome. Entre janvier et avril 1919 il sert de nouveau comme instructeur. Pendant ce temps-là dure la Guerre polono-ukrainienne. Garsztka fait la demande d'être transféré sur le front. Le 8 mai 1919 il est affecté à la 7e escadrille à Lwów. Entre 10 mai et 7 juin il effectue 16 missions de combat sur un LVG C.VI.
La carrière du jeune pilote s'arrête brusquement le 10 juin 1919. Pendant les essais d'un ex-russe SPAD S.VII abandonné par les Autrichiens et fraîchement rénové, la toile d'une aile s'arrache en vol. Garsztka trouve la mort dans le crash de son avion.

## Décorations
- Ordre militaire de Virtuti Militari
- Croix de fer de 2e classe
- Croix de fer de 1re classe

## Tableau de chasse
| Date              | Appareil(s) abattu(s) |
| ----------------- | --------------------- |
| 16 juillet 1918   | SPAD                  |
| 18 septembre 1918 | S.E.5                 |
| 18 septembre 1918 | DH.9                  |
| 25 septembre 1918 | DH.9                  |
| 26 septembre 1918 | Sopwith Camel         |
| 30 septembre 1918 | S.E.5a                |